# Surf Coast Classic 2024
De tweede editie (eerste editie onder deze naam) van de wielerwedstrijd Surf Coast Classic vond plaats op 25 januari 2024. De wedstrijd startte in Lorne en finishte 158,6 kilometer later in Torquay. De wedstrijd maakte deel uit van de UCI Oceania Tour, met de categorie 1.1. De Ertireër Biniam Girmay won de wedstrijd.

## Uitslag
| Plaats  | Naam               | Ploeg                 | Tijd     |
| ------- | ------------------ | --------------------- | -------- |
| Winnaar | Biniam Girmay      | Intermarché-Wanty     | 3u27'40" |
| 2       | Elia Viviani       | INEOS Grenadiers      | z.t.     |
| 3       | Corbin Strong      | Israel-Premier Tech   | z.t.     |
| 4       | Milan Fretin       | Cofidis               | z.t.     |
| 5       | Laurence Pithie    | Groupama-FDJ          | z.t.     |
| 6       | Max Kanter         | Astana Qazaqstan      | z.t.     |
| 7       | Madis Mihkels      | Intermarché-Wanty     | z.t.     |
| 8       | Piet Allegaert     | Cofidis               | z.t.     |
| 9       | Emīls Liepiņš      | dsm-firmenich PostNL  | z.t.     |
| 10      | Daniel McLay       | Arkéa-B&B Hotels      | z.t.     |
| 11      | Liam Walsh         | BridgeLane            | z.t.     |
| 12      | Caleb Ewan         | Jayco AlUla           | z.t.     |
| 13      | Declan Trezise     | ARA\|Skip Capital     | + 2"     |
| 14      | Ben Swift          | INEOS Grenadiers      | z.t.     |
| 15      | Mathias Vacek      | Lidl-Trek             | z.t.     |
| 16      | Gianmarco Garofoli | Astana Qazaqstan      | z.t.     |
| 17      | Elliot Schultz     | BridgeLane            | z.t.     |
| 18      | Lilian Calmejane   | Intermarché-Wanty     | z.t.     |
| 19      | Owain Doull        | EF Education-EasyPost | z.t.     |
| 20      | Sean Flynn         | dsm-firmenich PostNL  | z.t.     |
|         |                    |                       |          |
| 70      | Bauke Mollema      | Lidl-Trek             | + 36"    |